# Habitatge 2 al carrer Únic del Pont d'Orrit
L'Habitatge 2 al carrer Únic del Pont d'Orrit és un edifici de Tremp (Pallars Jussà) protegit com a Bé Cultural d'Interès Local.

## Descripció
Es tracta d'un edifici construït a quatre vents, de dos nivells d'alçat (planta baixa i un pis) amb la coberta a doble vessant. Els paraments exteriors són de pedra vista, probablement per eliminació de l'arrebossat original. La distribució de les obertures no estableix eixos verticals i es combinen les llindes d'arc rebaixat amb les de fusta horitzontal. Les finestres del segon pis són el resultat de la reducció de balcons. Destaca un coronament, amb fris addicional de teules sota el ràfec de la teulada.